# Жуківський монастир
Монастир Святої Трійці в Жукові (СУ) — монастир Української греко-католицької церкви в с. Жуків Тернопільської области України.

## Історія
Історія студитської спільноти в Жукові пов'язана з монастирем «Студіон» поблизу Риму, заснованим Главою УГКЦ Йосифом Сліпим після звільнення із заслання. Після розпаду СРСР багато монахів повернулися в Україну, зокрема й о. Любомир Гузар.
У грудні 2005 року блаженніший Любомир провів консультації з єпископом Тернопільсько-Зборівським Михаїлом Сабригою, і місцем для життя спільноти було обрано село Жуків. 31 січня 2006 року владика Михаїл Сабрига видав декрет про заснування Свято-Троїцького монастиря, передавши йому будівлі духовно-реколекційного центру.
У приміщенні монастиря облаштовано церкву-каплицю, де ченці проводять значну частину часу в молитві. У 2013 році для неї встановили основну частину іконостасу, виконаного місцевим архітектором Миколою Павлюком. Частину ікон написали архимандрит Ілля (Радзюк) та Юрій Дудик.
У монастирі зберігаються мощі багатьох святих, для яких влаштована спеціальна крипта. Чисельність спільноти залишається постійною — 7 ченців, четверо з яких є схимниками. Із самого початку настоятелем є ієромонах Атанасій, якого 14 лютого 2006 року затвердив ігуменом владика Михаїл Сабрига.
Монастир кілька разів відвідували блаженніший Любомир Гузар та владика Гліб Лончина. Спільнота також відчуває постійну підтримку від архиєпископа і митрополита Василія Семенюка.